# Węgierska Formuła Renault Sezon 2018
Węgierska Formuła Renault Sezon 2018 – ósmy sezon Węgierskiej Formuły Renault.

## Kalendarz wyścigów
| Runda | Data           | Tor          | Pole position   | Najszybsze okrążenie | Zwycięzca (kierowcy) | Zwycięzca (zespoły)  |
| ----- | -------------- | ------------ | --------------- | -------------------- | -------------------- | -------------------- |
| 1     | 28 kwietnia    | Hungaroring  | Róbert Hefler   | Róbert Hefler        | Róbert Hefler        | F-Racing 2000 Kft.   |
| 2     | 29 kwietnia    | Hungaroring  | Róbert Hefler   | Balázs Volentér      | Balázs Volentér      | Nívó Motorsport Kft. |
| 3     | 19 maja        | Spielberg    | Zsolt Balogh    | Balázs Volentér      | Róbert Hefler        | F-Racing 2000 Kft.   |
| 4     | 20 maja        | Spielberg    | Balázs Volentér | Róbert Hefler        | Róbert Hefler        | F-Racing 2000 Kft.   |
| 5     | 18 sierpnia    | Slovakiaring | Róbert Hefler   | Róbert Hefler        | Róbert Hefler        | F-Racing 2000 Kft.   |
| 6     | 19 sierpnia    | Slovakiaring | Róbert Hefler   | Róbert Hefler        | Róbert Hefler        | F-Racing 2000 Kft.   |
| 7     | 8 września     | Brno         | Róbert Hefler   | Róbert Hefler        | Róbert Hefler        | F-Racing 2000 Kft.   |
| 8     | 9 września     | Brno         | Róbert Hefler   | Róbert Hefler        | Róbert Hefler        | F-Racing 2000 Kft.   |
| 9     | 5 października | Hungaroring  | ?               | ?                    | Róbert Hefler        | F-Racing 2000 Kft.   |
| 10    | 6 października | Hungaroring  | ?               | ?                    | Róbert Hefler        | F-Racing 2000 Kft.   |
| 11    | 7 października | Hungaroring  | ?               | ?                    | Róbert Hefler        | F-Racing 2000 Kft.   |

## Klasyfikacja kierowców
| Legenda oznaczeń w tabelach wyników Wyświetl szablon na nowej stronie | Legenda oznaczeń w tabelach wyników Wyświetl szablon na nowej stronie                                                                     |
| Oznaczenie                                                            | Wyjaśnienie |
| --------------------------------------------------------------------- | --- |
| Złoty                                                                 | Zwycięzca lub mistrzostwo |
| Srebrny                                                               | 2. miejsce lub wicemistrzostwo |
| Brązowy                                                               | 3. miejsce lub II wicemistrzostwo |
| Zielony                                                               | Ukończył, punktował (w klasyfikacji generalnej, gdy zdobył co najmniej jeden punkt na przestrzeni sezonu, poza trzema powyższymi opcjami) |
| Niebieski                                                             | Ukończył, nie punktował (w klasyfikacji generalnej, gdy nie zdobył co najmniej jednego punktu na przestrzeni sezonu)                      |
| Czerwony                                                              | Nie zakwalifikował się (NZ) |
| Czerwony                                                              | Nie prekwalifikował się (NPK) |
| Różowy                                                                | Nie ukończył (NU) |
| Różowy                                                                | Niesklasyfikowany (NS) (w klasyfikacji generalnej, gdy nie został sklasyfikowany w żadnym wyścigu sezonu)                                 |
| Czarny                                                                | Zdyskwalifikowany (DK) |
| Czarny                                                                | Wykluczony (WYK/EX) |
| Biały                                                                 | Nie wystartował (NW) |
| Biały                                                                 | Kontuzjowany (K/INJ) |
| Biały                                                                 | Wyścig odwołany (OD/C) |
| Bez koloru                                                            | Został wycofany (WYC/WD) |
| Bez koloru                                                            | Nie przybył (NP/DNA) |
| Bez koloru                                                            | Nie brał udziału w treningach (NT/DNP) |
| Bez koloru                                                            | Nie został zgłoszony (–) |
| Pogrubienie                                                           | Start z pole position |
| Kursywa                                                               | Najszybsze okrążenie wyścigu |
| †                                                                     | Nie ukończył, ale jego rezultat został zaliczony ze względu na przejechanie więcej niż 90% dystansu wyścigu.                              |
| *                                                                     | Sezon w trakcie |
| 1/2/3                                                                 | Punktowana pozycja w sprincie kwalifikacyjnym                                                                                             |
| Lista systemów punktacji Formuły 1                                    | |

| Poz. | Kierowca        | Zespół               | HUN | HUN | RBR | RBR | SVK | SVK | BRN | BRN | HUN | HUN | HUN | Punkty |
| ---- | --------------- | -------------------- | --- | --- | --- | --- | --- | --- | --- | --- | --- | --- | --- | ------ |
| 1    | Róbert Hefler   | F-Racing 2000 Kft.   | 1   | 2   | 1   | 1   | 1   | 1   | 1   | 1   | 1   | 1   | 1   | 118    |
| 2    | Roland Stern    | F-Racing 2000 Kft.   | -   | -   | 2   | 2   | NU  | 3   | 2   | 2   | 2   | 3   | 1   | 62     |
| 3    | László Turák    | Nívó Motorsport Kft. | 3   | 3   | 4   | 3   | 3   | 4   | 4   | 3   | 4   | 5   | 2   | 62     |
| 4    | Zsolt Balogh    | HF Racing Team       | -   | -   | 5   | 4   | 2   | 2   | NU  | 5   | 3   | 2   | 2   | 59     |
| 5    | Martin Lengyel  | Nívó Motorsport Kft. | -   | -   | -   | -   | -   | -   | 3   | 4   | NU  | 4   | 3   | 28     |
| 6    | Balázs Volentér | Nívó Motorsport Kft. | 2   | 1   | 3   | NU  | -   | -   | -   | -   | -   | -   | -   | 24     |